# 中華職棒例行賽個人記錄
中華職棒例行賽個人記錄能詳細記錄1990年開打至今的各項記錄。

## 投手記錄
- 單季最多登板：70場（曾孟承、2010年）
- 單季最多面對打席：997次（陳義信、1993年）
- 單季最多投球局數：258.1局（陳義信、1993年）
- 單季最多投球數：3684球（威爾、1994年）
- 單季最多完投：23場（陳義信、黃平洋、1993年）
- 單季最多完封：7場（郭進興、1995年）
- 單季最多無四死球：6場（王漢、1994年）
- 單季最多先發：34場（雷力2013年）
- 單季最多後援：70場（曾孟承、2010年）
- 單季最多勝投：22勝（王漢、1993年；陳義信、1994年）
- 單季最多敗投：17敗（郭建成、1993年）
- 單季最高勝率：100%（陽介仁、1991年8勝0敗1救援）
- 單季最多救援成功：37次（陳禹勳、2017）
- 單季最多救援點：34點（勞勃、1996年；庫倫、2010年）
- 單季最多被安打：272支（奧古斯都、1996年）
- 單季最多被全壘打：24支（史東、1992年；廖俊銘、1996年）
- 單季最多四壞球：108次（蔡仲南、2002年）
- 單季最多故意四壞：9次（陳義信、1991年）
- 單季最多觸身球：18次（羅曼、2010年）
- 單季最多四死球：112次（蔡仲南、2002年）
- 單季最多奪三振：209次（林恩宇、2006年）
- 單季最多暴投：21次（多力、1995年）
- 單季最多投手犯規：4次（多情、1993年,買嘉瑞、2008年）
- 單季最低防禦率：1.40（蕭任汶、2001年）
- 單季最長連勝紀錄：16連勝（潘威倫，2007年3月31日－2007年10月8日）
- 單場最多被安打：十九支（羅政龍、2011/7/30）
- 單場最多三振：十六次（瑞奇、養父鐵）
- 單場最多被全壘打：四支（克拉帝等十三人）
- 單場最多四壞：十一次（吉龍、瑞奇）
- 單場最少球數勝投：一球（吳丞哲等六人）
- 單場最少球數敗投：一球（潘威倫、2003/6/14；勇壯、2005/9/2；陳煥陽、2015/9/3）
- 單場最多投球數：179球（尼洛、1996/5/4）。
  - 季後賽紀錄為黃平洋182球
- 單局最多被安打：7支 (高龍偉2007/5/15)
- 單局最多奪三振：四次（威利、1996/6/6；吳偲佑、2006/3/31）
- 單局最多被全壘打：三次（克拉帝等六人）
- 單局最多四壞：六次（黃廣琪、1993/9/21）
- 單局最多四死：六次（黃廣琪、1993/9/21；巴克斯、2006/8/20；廖于誠、2008/7/12）
- 單局最多觸身：三次（張志強、2006/4/27；鄭博壬、2009/7/15）
- 單局最多投球數：61球（剛雷、2006/6/17）
- 連續奪三振：8次（艾肯、2015/07/31）
- 連續四壞球：5次（希爾法、2009/09/20）
- 連續勝投：22連勝（後勁、2025/08/16）
- 連續敗投：12連敗（杜章偉、07年3/23～08年6/20日）
- 連續救援成功：單季34場（米吉亞，2014年）
- 連續局數未失分：45局（凱撒）
- 連續局數未被全壘打：210又1/3局（郭李建夫）
- 連續完投勝：6勝（陳義信、1994年5月13日－6月24日）
- 連續完封勝：3勝（曹竣揚、1999年4月2日－5月7日）
- 連續局數奪三振：21局（勇壯）
- 連續局數無四死球：38局（彼得）

## 打擊記錄
- 單季最多打席數：556次（張正偉，2011年）
- 單季最多打數：501次（王威晨，2020年）
- 單季最多打點：126分（林益全，2015年）
- 單季最多得分：130分（王柏融，2016年）
- 單季最多安打：200支（王柏融，2016年）
- 單季最高打擊率：0.414（王柏融，2016年）
- 單季最多一壘打：147支（王威晨，2021年）
- 單季最多二壘打：46支（林益全，2012年）
- 單季最多三壘打：15支（張正偉，2012年）
- 單季最多全壘打：39支（高國輝，2015年）
- 單季最多壘打數：333個（王柏融，2016年）
- 單季最多雙殺打：29支（張泰山，2011年）
- 單季最多犧牲短打：33支（汪俊良，1992年）
- 單季最多犧牲高飛：12支（陳致遠，2003年）
- 單季最多四壞球：77次（謝佳賢，2005年）
- 單季最多故意四壞：32次（怪力男，1998年）
- 單季最多四死球：99次（怪力男，1998年）
- 單季最多三振：119次（鄭鎧文，2016年）
- 單季最多盜壘成功：71次（大帝士，1997年）
- 單季最多盜壘刺：23次（林易增，1994年）
- 單季最少場次達到20全壘打的洋將:第54場(統一獅布雷，2007年)
- 單季最少場次達到20全壘打的本土球員:第56場(La new熊林智勝，2009年)
- 單季最少打席達到20全壘打的洋將:第239打席(兄弟象奧力偉，1997年)
- 單季最少打席達到20全壘打的本土球員:第242打席(La new熊林智勝，2009年)
- 單季最少打數達到20全壘打的洋將:第199打數(兄弟象奧力偉，1997年)
- 單季最少打數達到20全壘打的本土球員:第209打數(La new熊陳金鋒，2007年)
- 單場最多得分：24分(Lamigo桃猿，2012年)
- 單場最多安打：6支（林智平）
- 單場最多二壘打：4支（林琨瀚，1998年7月28日；蔡昆祥，2000年6月15日；潘忠韋，2004年6月3日；陳俊秀，2015年6月12日）
- 單場最多全壘打：3支（彭政閔、陳金鋒、謝佳賢...等人）
- 單場最多四壞球：4次（林智平、2012年5月18日）
- 單場最多三振：5次（廖敏雄等5人）
- 單場最多盜壘成功：5次（帝波，1993年7月11日）
- 單局最多得分：14分(味全龍，1994年3月28日)
- 單局最多安打：12支(味全龍，1994年3月28日)
- 單局最多全壘打：2支（羅得，1997年5月14日）
- 連續打席三振：7打席（林怡宏，1998年；汪天祥，2004年；曾陶鎔，2017年）
- 連續打席四壞球：8個（周思齊，2017年5月13日~5月18日）
- 連續打席全壘打：4打席（曾陶鎔，2017年5月6日）
- 連續場次安打：33場（郭嚴文，2015年5月3日～2015年7月10日）
- 連續場次全壘打：7場（布雷，2007年）
- 連續打數安打：10打數（林益全，2014年8月26日~29日）
- 連續場次上壘：109場（林智勝，2015年~2016年）
- 連續場次打點：10場（張泰山、布雷、郭嚴文）
- 連續場次得分：13場（張泰山、高志綱）
- 連續場次盜壘成功：9場（闕壯鎮、大帝士）
- 連續打席無安打：48個（姚百川，1991年6月28日－9月15日、何良志，1995年6月15日－8月4日）
- 新人球季最多安打：169支（林益全，2009年）
- 單局最多死球：2個（石志偉，2009年5月8日；張正偉）

## 外部連結
- 中華職棒例行賽個人記錄在台灣棒球維基館上的頁面（繁體中文）